# 六氯丁二烯
六氯丁二烯（英語：Hexachlorobutadiene，缩写HCBD，或称为六氯-1,3-丁二烯，Hexachloro-1,3-butadiene）是一种不饱和有机氯化合物，化学式Cl2C=C(Cl)C(Cl)=CCl2，室温下为无色液体，有类似松节油的气味，常用作其它含氯有机物的溶剂